# Dolnik
Dolnik ali dolinski veter je veter, ki piha po dolinah alpskega in predalpskega sveta v višja področja gorskih predelov.
Dolnik piha predvsem v topli polovici dneva.